# 윤종서
윤종서(尹鍾瑞, 1973년 12월 9일, 부산광역시 출생 ~ )은 대한민국의 정치인이다. 제38대 부산광역시 중구청장이다.

## 학력
- 경남중학교
- 부산남고등학교
- 2016 동아대학교 경영대학원 경영학과 석사과정

## 약력
- 경남 중·고등 총동창회 부회장
- 중구 지체장애 운영위원장
- 민주평화통일위원회 자문위원
- 부산시 (사)노인복지문화원 운영위원장
- 지방분권 개헌 부산시민회 국민위원
- FC푸드 회장
- 지방분권 개헌 부산시민회 국민위원
- 2018.05 ~ 더불어민주당 중앙당 정책위원회 부의장
- 2018.07 ~ 2019.11 제38대 부산광역시 중구청장

## 논란

### 공직선거법 위반, 주민등록법 위반
제7회 지방선거 후보 등록 당시 자신의 재산을 17억 원가량 축소해 3억 8000여만 원으로 신고한 혐의(공직선거법 위반)로 기소되었다. 2019년 5월 31일 부산지법에서 열린 1심에서 벌금 150만 원이 선고되었다. 2019년 9월 10일 부산고법에서 열린 2심에서 원심이 유지되었다. 2019년 11월 28일 대법원에서 원심이 확정되어 당선이 무효되었고 구청장직을 상실하였다.
실제 거주하지 않는 주소인 부산 중구 남포동 자신의 빌딩 상가로 주민등록을 한 혐의(주민등록법 위반)로 불구속 기소되었다. 2019년 5월 31일 부산지법에서 열린 1심에서 벌금 30만 원이 선고되었다. 2019년 9월 10일 부산고법에서 열린 2심에서 원심이 유지되었다. 2019년 11월 28일 대법원에서 원심이 확정되었다.

## 역대 선거 결과
| 실시년도 | 선거      | 대수 | 직책   | 선거구    | 정당         | 득표수    | 득표율          | 순위 | 당락 | 비고           |
| -------- | --------- | ---- | ------ | --------- | ------------ | --------- | --------------- | ---- | ---- | -------------- |
| 2018년   | 지방 선거 | 38대 | 구청장 | 부산 중구 | 더불어민주당 | 10,617 표 | \| \| 48.29% \| | 1위  |      | 초선, 민선 7기 |
|          | 48.29%    |      |        |           |              |           |                 |      |      |                |

| 전임 김은숙 | 제38대 부산광역시 중구청장(민선) 2018년 7월 1일 ~ 2019년 11월 28일 | 후임 (권한대행)송종홍 (재보궐)최진봉 |